# Juan José Ribera
Juan José Ribera Fonseca (* 11. Oktober 1980 in Santiago) ist ein chilenischer ehemaliger Fußballspieler und heutiger -trainer. Der defensive Mittelfeldspieler gewann zwei chilenische Meisterschaften.

## Karriere

### Verein
Juan José Ribera, auch unter dem Spitznamen Coto bekannt, wurde im Nachwuchsbereich von Universidad Católica ausgebildet. Im Jahr 2000 wechselte er leihweise zu Provincial Osorno, ehe er 2001 für eine weitere Saison an Deportes Puerto Montt verliehen wurde. Im Jahr 2002 kehrte er zunächst zu Universidad Católica zurück, bevor er 2003 fest bei Universidad de Concepción unterschrieb, wo er bis Ende 2007 unter Vertrag stand. In dieser Zeit wurde er 2005 an Unión Española und 2007 an Everton verliehen. Die Saison 2008 begann er bei Deportes Concepción, wechselte jedoch zur zweiten Jahreshälfte zu Ñublense. Im Jahr 2010 lief Ribera für Santiago Morning auf. Seine aktive Karriere ließ er schließlich 2012 bei Universidad de Concepción ausklingen.

### Nationalmannschaft
Juan José Ribera spielte mit der U17-Nationalmannschaft bei der Weltmeisterschaft 1997 in Ägypten, bei der er mit der jungen La Roja als Gruppendritter nach der Vorrunde ausschied.

## Trainer
Seine Trainerkarriere begann Ribera 2013 beim Klub Malleco Unido. Sein erstes Spiel als Cheftrainer bestritt er gegen Trasandino, seine Mannschaft gewann mit 2:0. In den folgenden Jahren trainierte er unter anderem Deportes Concepción, Coquimbo Unido, Rangers de Talca und Audax Italiano.
In der Saison 2020 übernahm Ribera erneut Coquimbo Unido und erreichte mit dem Team das Halbfinale der Copa Sudamericana. Wenige Monate später folgte jedoch der Abstieg in die Primera B, woraufhin Ribera im Februar 2021 seinen Rücktritt erklärte.
In der Saison 2021 trainierte er Deportes Antofagasta, wurde jedoch nach dem 23. Spieltag von seinen Aufgaben entbunden. Im März 2022 kehrte er erneut zu Audax Italiano zurück, diesmal als Nachfolger von Ronald Fuentes. Nach Saisonende wurde sein Vertrag nicht verlängert.
Im November 2022 wurde Ribera als neuer Trainer von Deportes Temuco in der Primera B vorgestellt. Nach dem Abschluss der Hinrunde der Saison 2023 trat er aus persönlichen Gründen zurück. Am 14. Juni 2023 wurde er als neuer Cheftrainer von Curicó Unido vorgestellt. Seine Amtszeit war jedoch nur von kurzer Dauer, er wurde nach einer Niederlage am 24. Spieltag gegen Ñublense entlassen. Am 21. März 2024 übernahm Ribera das Traineramt bei CD San Luis de Quillota in der Primera B als Nachfolger von Juan Manuel López, wurde allerdings im Juli desselben Jahres wieder entlassen. Nur einen Tag nach seiner Entlassung kehrte er ins Traineramt von Audax zurück.

## Erfolge
Universidad Católica 
- Chilenischer Meister: 2002-A

Universidad Católica 
- Chilenischer Meister: 2005-A